# Département de San Cristóbal
Le département de San Cristóbal est une des 19 subdivisions de la province de Santa Fe, en Argentine. Son chef-lieu est la ville de San Cristóbal.
Le département a une superficie de 14 850 km2. Sa population s'élevait à 64 935 habitants au recensement de  2001 et à 67 167 en 2007 selon l'estimation de l'IPEC.

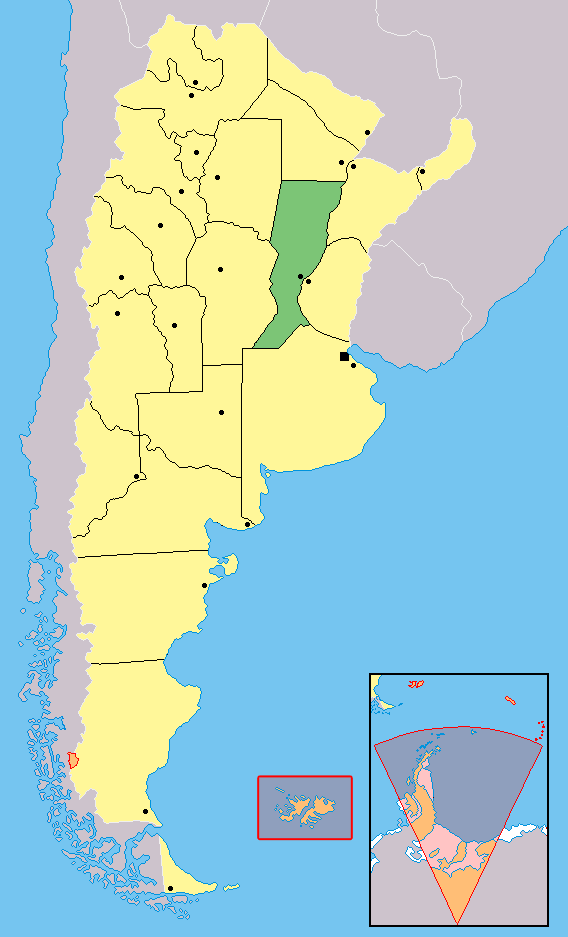
Localisation de la province de Santa Fe en Argentine.